# Mike Van Ryn
Michael Theodore Van Ryn (* 14. Mai 1979 in London, Ontario) ist ein ehemaliger kanadischer Eishockeyspieler und derzeitiger -trainer, der während seiner aktiven Karriere zwischen 1997 und 2009 unter anderem 362 Spiele für die St. Louis Blues, Florida Panthers und Toronto Maple Leafs in der National Hockey League auf der Position des Verteidigers bestritten hat. Seit Juli 2023 ist er als Assistenztrainer der Toronto Maple Leafs tätig.

## Karriere
Mike Van Ryn begann seine Karriere als Eishockeyspieler in der Eishockeymannschaft der University of Michigan, für die er von 1997 bis 1999 insgesamt zwei Jahre lang in der National Collegiate Athletic Association aktiv war. In dieser Zeit wurde er während des NHL Entry Draft 1998 in der ersten Runde als insgesamt 26. Spieler von den New Jersey Devils ausgewählt. Nach einem weiteren Jahr für das Universitätsteam spielte er allerdings in der Saison 1999/2000 für Sarnia Sting aus der Ontario Hockey League.
Da ihn New Jersey nicht zur Vertragsunterschrift gebracht hatte, wurde er im Sommer 2000 als Free Agent von den St. Louis Blues verpflichtet, für die er bis 2003 in der National Hockey League spielte. Zudem kam er in seinen drei Spielzeiten in St. Louis auch jeweils für deren Farmteam, die Worcester IceCats zum Einsatz.
Am 11. März 2003 wurde Van Ryn im Tausch für Waleri Bure und ein Fünftrunden-Wahlrecht im NHL Entry Draft 2004 an die Florida Panthers abgegeben, für die er die folgenden fünf Jahre spielte. Bis zum Ende der Saison 2002/03 stand er jedoch ausschließlich für Floridas damaliges Farmteam, die San Antonio Rampage, in der American Hockey League auf dem Eis. Während des Lockout in der NHL-Saison 2004/05 pausierte er.
Am 2. September 2008 wurde der Kanadier im Tausch gegen Bryan McCabe und ein Viertrunden-Wahlrecht im NHL Entry Draft 2010 von den Panthers an die Toronto Maple Leafs abgegeben. In der Saison 2008/09 kam er zu 27 Einsätzen für die Maple Leafs, doch erneute Verletzungsprobleme setzten ihn für längere Zeit außer Gefecht und Van Ryn blieb in der folgenden Saison ohne einen Einsatz in der NHL. Im Juli 2010 erklärte er seine Spielerkarriere für beendet.
In der Spielzeit 2010/11 war Van Ryn als Assistenztrainer bei den Niagara IceDogs in der OHL tätig. Zur Saison 2011/12 wurde er von den Houston Aeros in derselben Position verpflichtet. 2013 wechselte er zu den Kitchener Rangers in die Ontario Hockey League, die er zwei Jahre als Assistenz- sowie ein Jahr als Cheftrainer betreute. Anschließend verpflichteten ihn die Arizona Coyotes für ihr Trainerteam, bei denen er schließlich im Juli 2017 die Position des Cheftrainers bei deren AHL-Farmteam übernahm, den Tucson Roadrunners. Nach nur einer Saison kehrte er jedoch zu seinem früheren Arbeitgeber zurück und wurde als neuer Assistenztrainer bei den St. Louis Blues vorgestellt, wo er die Nachfolge von Darryl Sydor antrat.
In St. Louis war er in der Folge fünf Jahre lang aktiv, wobei er mit dem Team in den Playoffs 2019 den Stanley Cup gewann. Im Juli 2023 wurde er dann in gleicher Funktion von den Toronto Maple Leafs verpflichtet, sodass er auch hier für einen früheren Arbeitgeber tätig ist.

### International
Van Ryn vertrat sein Heimatland bei den U20-Junioren-Weltmeisterschaften 1998 und 1999. In den beiden Turnieren absolvierte er insgesamt 14 Partien und verbuchte eine Torvorlage. Bei der U20-Junioren-Weltmeisterschaft 1999 unterlag er im Finalspiel mit Kanada gegen Russland und gewann die Silbermedaille.

## Erfolge und Auszeichnungen
- 1998 CCHA All-Rookie Team
- 1998 NCAA-Division-I-Championship mit der University of Michigan
- 1999 CCHA-Meisterschaft mit der University of Michigan

### International
- 1999 Silbermedaille bei der U20-Junioren-Weltmeisterschaft

## Karrierestatistik

### International
Vertrat Kanada bei:
- U20-Junioren-Weltmeisterschaft 1998
- U20-Junioren-Weltmeisterschaft 1999

(Legende zur Spielerstatistik: Sp oder GP = absolvierte Spiele; T oder G = erzielte Tore; V oder A = erzielte Assists; Pkt oder Pts = erzielte Scorerpunkte; SM oder PIM = erhaltene Strafminuten; +/− = Plus/Minus-Bilanz; PP = erzielte Überzahltore; SH = erzielte Unterzahltore; GW = erzielte Siegtore; 1 Play-downs/Relegation; Kursiv: Statistik nicht vollständig)